# Перестрахова премія
Перестрахова́ пре́мія (перестрахови́й платі́ж) — плата за перестрахування, яку перестрахувальник зобов'язаний сплатити перестраховику згідно з конкретним договором перестрахування. При непропорційному перестрахуванні платою за перестрахування може бути мінімальна депозитна перестрахова премія або депозитна перестрахова премія, яка, за згодою сторін, може бути перерахована після закінчення конкретного договору перестрахування, для чого використовується перестрахова ставка перерахунку. При цьому, якщо в результаті перерахунку остаточна сума перестрахової премії виявиться меншою за мінімальну депозитну перестрахову премію або депозитну перестрахову премію, мінімальна депозитна перестрахова премія або депозитна перестрахова премія не повертається перестрахувальнику і повністю залишається у перестраховика, якщо інше не буде погоджено сторонами. В протилежному випадку, перестрахувальник здійснює доплату суми перестрахової премії, розрахованої як різниця між остаточною сумою перестрахової премії та мінімальною депозитною перестраховою премією або депозитною перестраховою премією.